# Friedenskirche (Waldsiedlung)

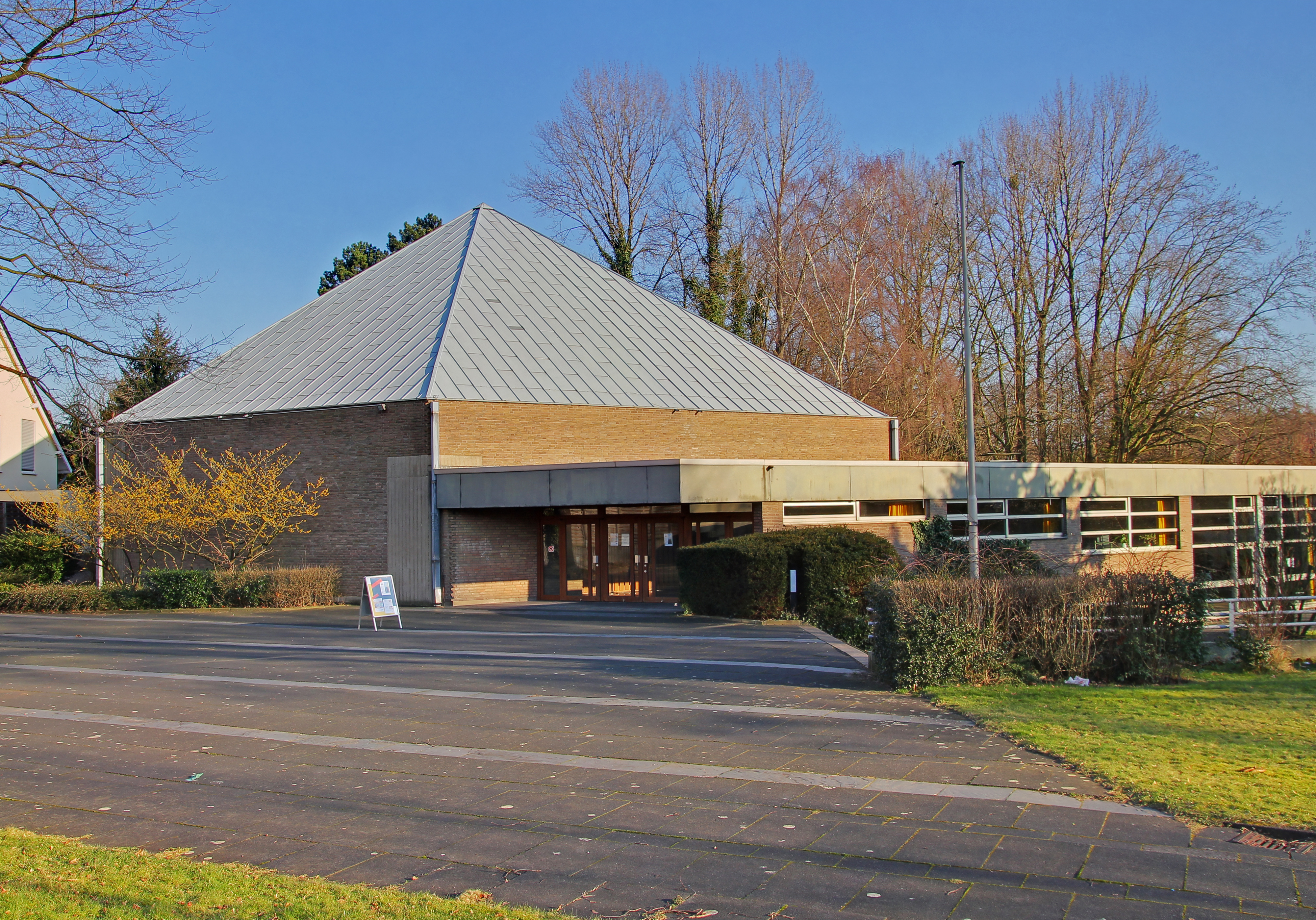
Die Friedenskirche von außen

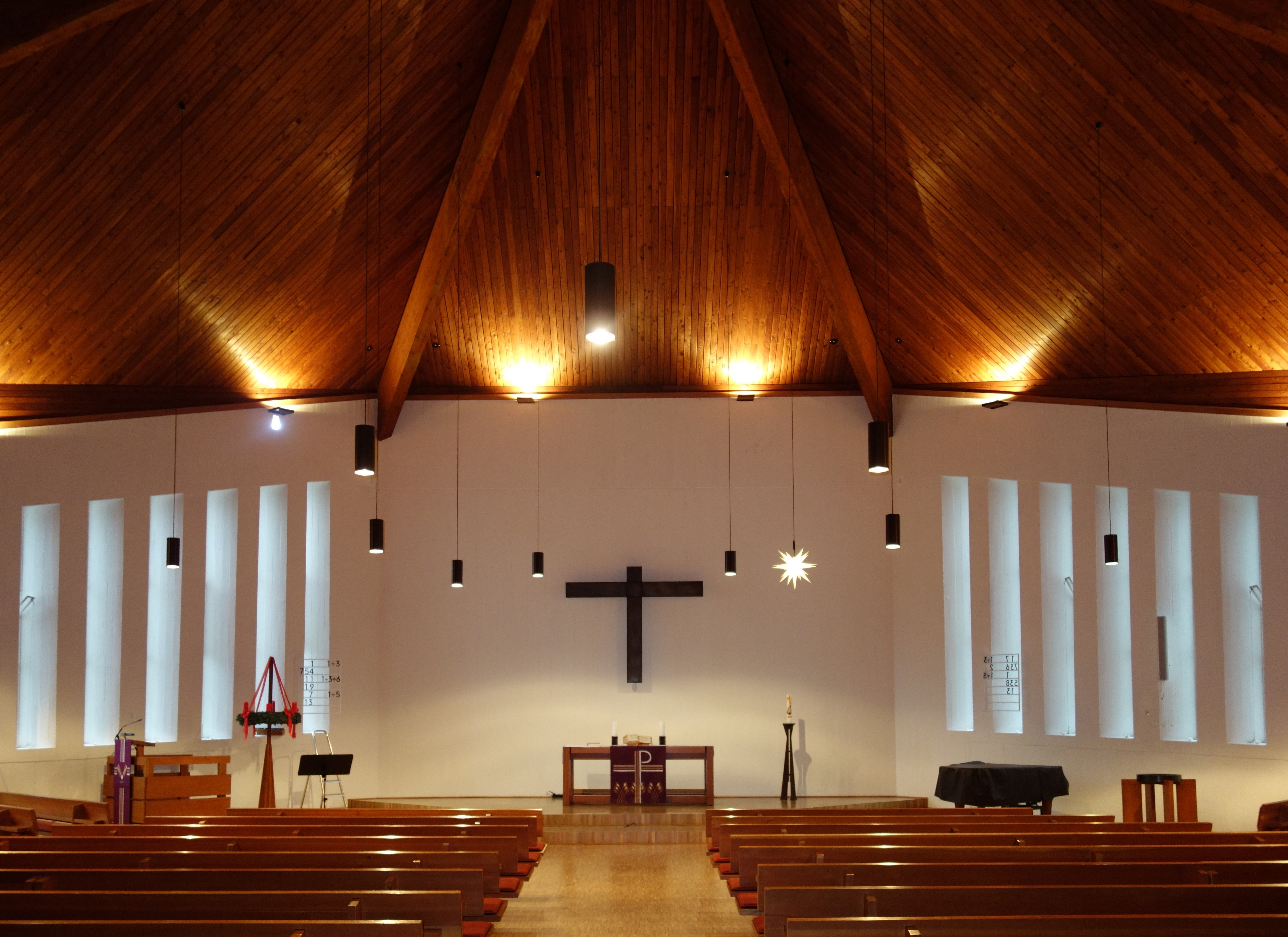
Innenraum der Friedenskirche

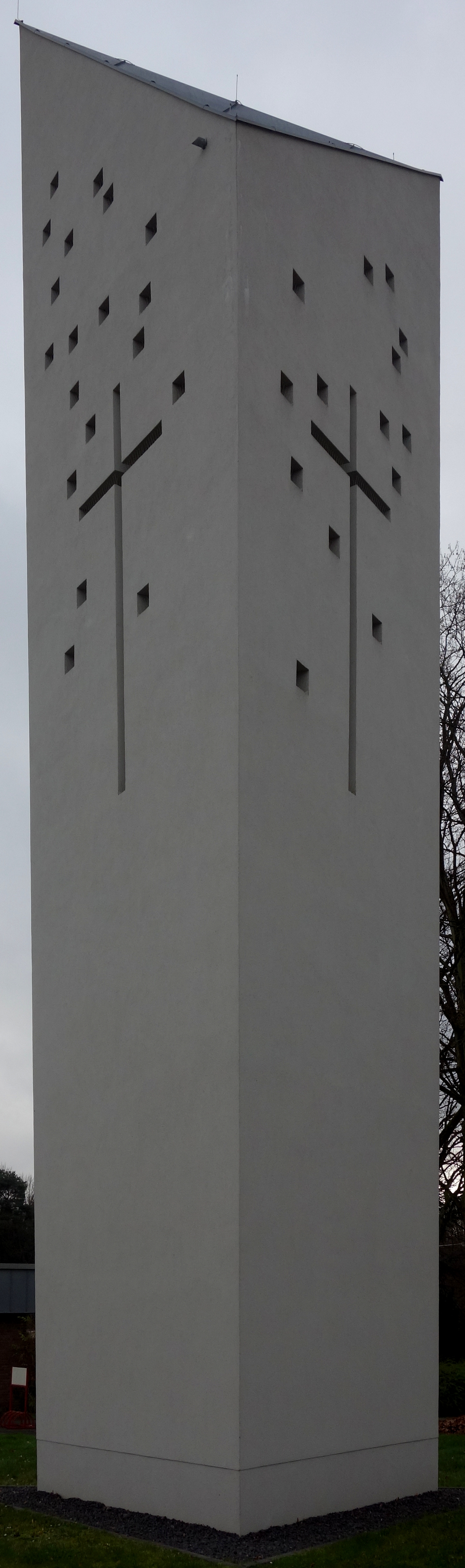
Glockenturm

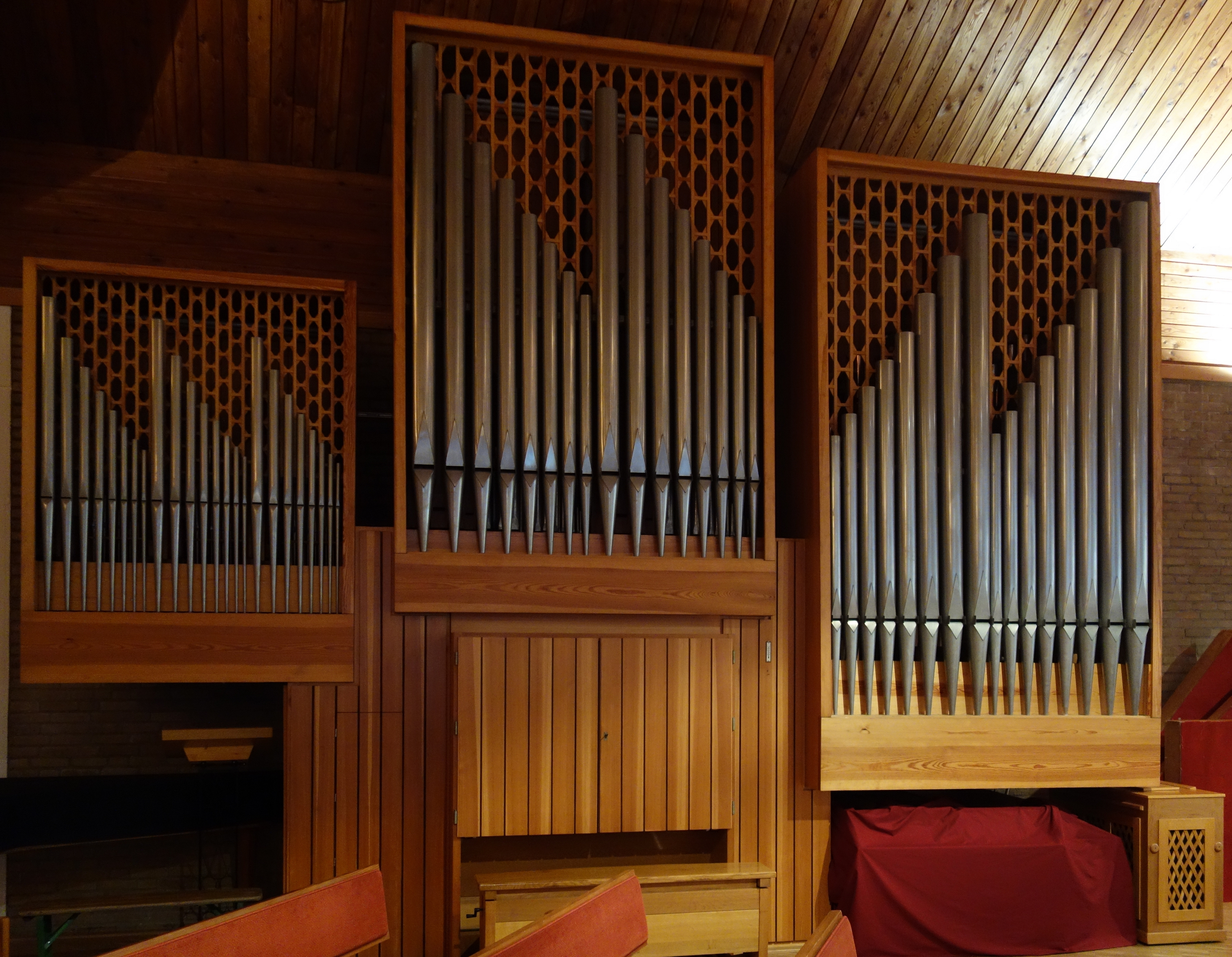
Orgel der Friedenskirche

Die Friedenskirche ist ein evangelisches Gotteshaus im Leverkusener Stadtteil Schlebusch-Waldsiedlung. Sie gehört zur Kirchengemeinde Leverkusen-Schlebusch im Kirchenkreis Leverkusen der Evangelischen Kirche im Rheinland.

## Geschichte
Der erste evangelische Gottesdienst in der „Waldsiedlung“ wurde am 17. Mai 1953 in der Waldschule gefeiert. Die Grundsteinlegung für den Bau der Kirche war am 20. Juni 1964. Die feierliche Einweihung fand am 13. Februar 1966 statt. Kurz zuvor, am 4. Advent 1965, konnte der erste Gottesdienst in der Kirche gefeiert werden.
Der erste Pfarrer an der Friedenskirche war Heinrich Glücks, später auch Superintendent des Kirchenkreises Leverkusen.

## Glocken
Seit einer umfassenden Sanierung im Jahr 2014 gehört zur Friedenskirche ein freistehender Glockenturm, der unter der Leitung der Architektin Jania D’Agostino errichtet wurde. In ihm hängen drei Bronzeglocken mit den Namen Auferstehung, Friede und Freude; gegossen im selben Jahr von Br. Michael OSB in der Glockengießerei Maria Laach. Das 1,8 Tonnen schwere Geläut ist abgestimmt auf dasjenige der benachbarten Kirche St. Albertus Magnus.
Freude ist die kleinste Glocke. Sie wiegt 300 kg, ist mit einem Engel verziert und trägt die Aufschrift: Siehe, ich verkünde euch große Freude.
Die Glocke Friede ist 450 kg schwer, mit einer Taube geschmückt und mit der Aufschrift versehen: Ich will Frieden geben in eurem Lande.
Diese beiden Glocken hängen nebeneinander unter der eine Tonne schweren Glocke Auferstehung, die mit einem Osterlamm verziert ist und die Botschaft trägt: Nun aber ist Jesus Christus auferstanden von den Toten.